# Monterrey (Kolumbia)
Monterrey – miasto w Kolumbii, w departamencie Casanare.